# Turning Point
Turning Point fue una banda hardcore punk creada en Nueva Jersey, y activa entre los años 1988 a 1991. Integrada nuclearmente por Frank "Skip" Candelori (voz), Jay Laughlin (guitarra), Nick Greif (bajo) y Ken Flavell (batería). En sus inicios, Steve Crudello también participó como guitarrista, tocando en el 7" homónimo de 1989.
Sus miembros estuvieron involucrados en varios proyectos straight edge antes de formar la banda: Candelori y Laughlin en Pointless, Flavell en Failsafe, junto a su hermano Chris; y Greif en Awareness. Matthew Kerfoot (guitarrista en Awareness) fue contactado por Greif para tocar batería en Turning Point, aunque este rechazó la oferta por asistir a la universidad.
Turning Point dio su último show el 15 de junio de 1991, junto a Burn, No Escape y Mouthpiece, en Filadelfia. Tras el quiebre, sus integrantes se abocaron a un sinfín de proyectos musicales: Godspeed, Memorial Day, Shadow Season, Christ, entre otros. Laughlin es el único activo en la música hasta hoy, siendo dueño de un estudio de grabación y parte de bandas como Lenola, Like a Fox, y JLL.
En mayo del 2000, Jade Tree Records lanzó una recopilación con toda la discografía de Turning Point. El 19 de junio de 2002, Frank Candelori murió por una sobredosis accidental de drogas.

## Reunión
Las primeras invitaciones a reunirse vinieron en 2008, siendo rechazadas rotundamente por Jay Laughlin. La idea se consideró tras la reedición de la discografía en vinilo de Think Fast Records en 2015 y la invitación de Joe Hardcore, organizador del festival de Filadelfia "This Is Hardcore"; todo esto como tributo a Skip.
Turning Point comenzó a ensayar –de manera instrumental– en el invierno de 2016. En marzo se confirmó su participación en dicho festival, a llevarse a cabo desde el 4 al 7 de agosto, encabezando el cartel junto a Integrity, Youth of Today y Gorilla Biscuits. Tim McMahon (Mouthpiece), Geoff Rickly (Thursday, No Devotion) y Rob Fish (108, Ressurection) fueron vocalistas invitados para la presentación.
Posteriormente se agendó una pequeña gira europea para abril del 2017, la cual fue cancelada.
En octubre del 2020, se anunció la reedición de todo el material de Turning Point por el sello Revelation Records, lo cual incluye su demo en casete, el 7" homónimo, el 12" It’s Always Darkest Before The Dawn, y una compilación en 12".

## Estilo musical y legado
Sus primeros lanzamientos se abocaron a un sonido y estética youth crew, con letras sociales relacionadas al estilo de vida straight edge. Aunque sus últimas canciones tuvieron una orientación más melódica, con líricas explorando ansiedad, dolor e inseguridad; sumado a voces suaves y acordes en octava, inspirado del movimiento revolution summer de Washington D. C. Este cambio musical influenció a grupos contemporáneos como Split Lip y Falling Forward. Otras inspiraciones incluyen a Swiz, Verbal Assault, Metallica, y Dark Angel.
El sonido e influencia de la banda se vio reflejado en varias agrupaciones posteriores, por ejemplo Lifetime, Texas is the Reason, Farside, The Promise Ring, y Have Heart. Bandas como Crivits, Staygold, They Live, Affirmation, Safe And Sound, Chains, Remission, y Adventures han interpretado covers de Turning Point.

## Miembros
| - Frank "Skip" Candelori – voces (1988–1991, 1994) - Jay Laughlin – guitarras (1988–1991, 1994, 2016–2017) - Nick Greif – bajo (1988–1991, 1994, 2016–2017) - Ken Flavell – batería, percusión (1988–1991, 1994, 2016–2017) - Steve Crudello – guitarras (1988–1989) | Miembros de apoyo - Tim McMahon – voces (2016–2017) - Geoff Rickly – voces (2016) - Rob Fish – voces (2016) |

## Discografía
Álbumes de estudio
- It's Always Darkest... Before The Dawn CD/12"/tape (1990, New Age) – Relanzado por Revelation en 2021.

Álbumes compilatorios
- Discography CD (2000, Jade Tree) – Relanzado junto a Think Fast! en vinilo doble de 12" en 2005.
- Behind This Wall: 1988–1991 12" (2021, Revelation)[1]

EPs/splits
- Turning Point demo tape (1988) – Relanzado por Revelation en 2020.
- Turning Point CD/7" (1988, Hi-Impact)[19] – Relanzado por Revelation en 2021.
- Turning Point / No Escape 7" (1991, Temperance) – Relanzado en CD en 1997.

Bootlegs
- The Few And The Proud CD compilación (1995, Lost And Found)
- Live On WNYU CD/7" (2005, Bring It Down Zine)
- Four Walls Falling / Hard Stance / Headfirst / Turning Point split 12"
- Turning Point Demos 7"

Apariciones en compilatorios
| Año  | Canción          | Álbum                              | Sello      | Formato |
| ---- | ---------------- | ---------------------------------- | ---------- | ------- |
| 1990 | "Broken"         | Rebuilding                         | Temperance | 7" / CD |
| 1990 | "Insecurity"     | Forever                            | Irate      | 7"      |
| 1990 | "My Turn To Win" | Words To Live By, Words To Die For | New Age    | 7"      |